# Helocharina vidanoi
Helocharina vidanoi är en insektsart som beskrevs av Young 1977. Helocharina vidanoi ingår i släktet Helocharina och familjen dvärgstritar. Inga underarter finns listade i Catalogue of Life.